# Sara Netanyahu
Sara Netanyahu (en hebreo: שרה נתניהו‎; Kiryat Tiv'on, el 5 de noviembre de 1958) es la esposa del primer ministro israelí Benjamín Netanyahu y psicóloga educativa de profesión.

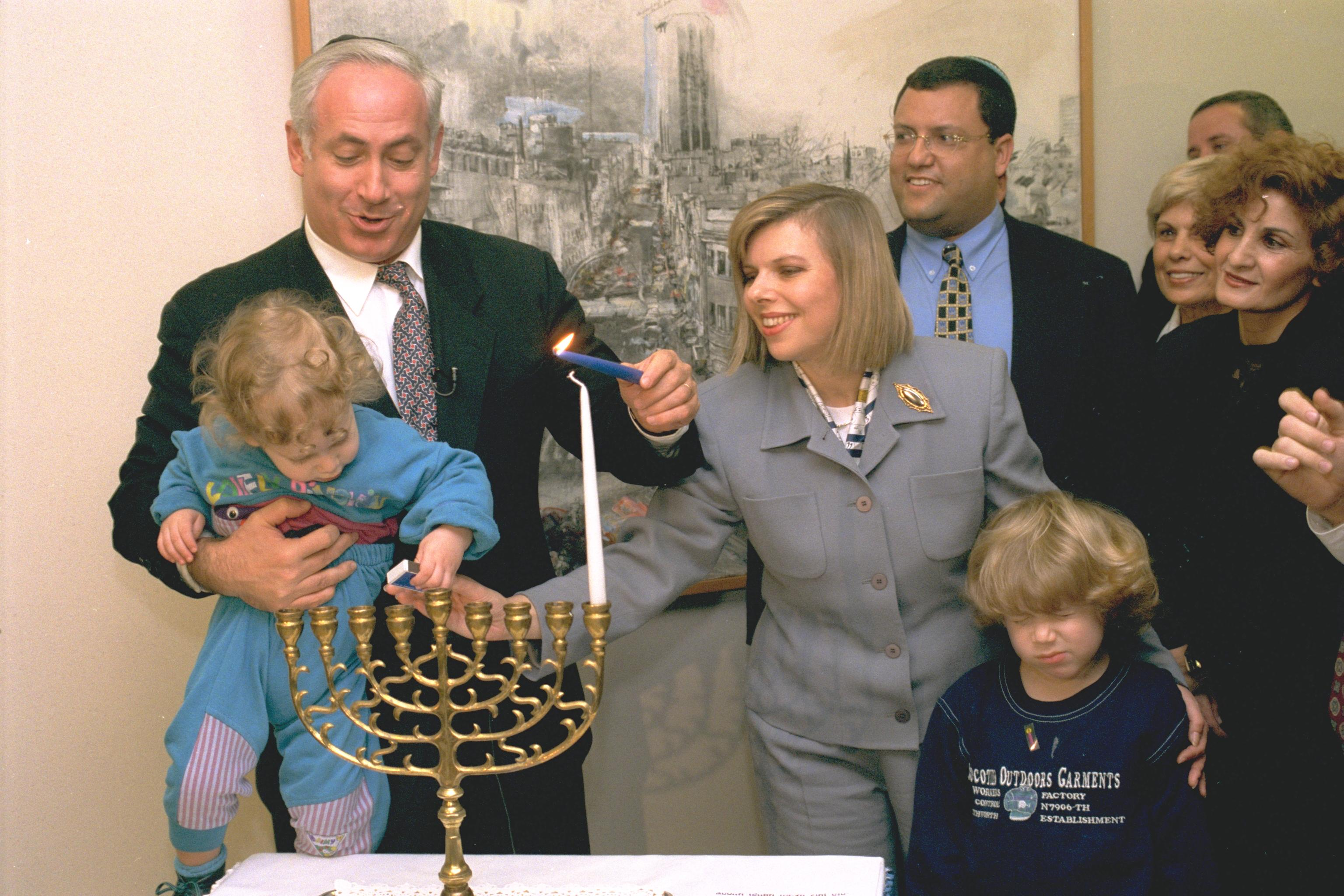
Primer ministro de Israel Benjamín Netanyahu y su familia celebrando Januca

## Inicios

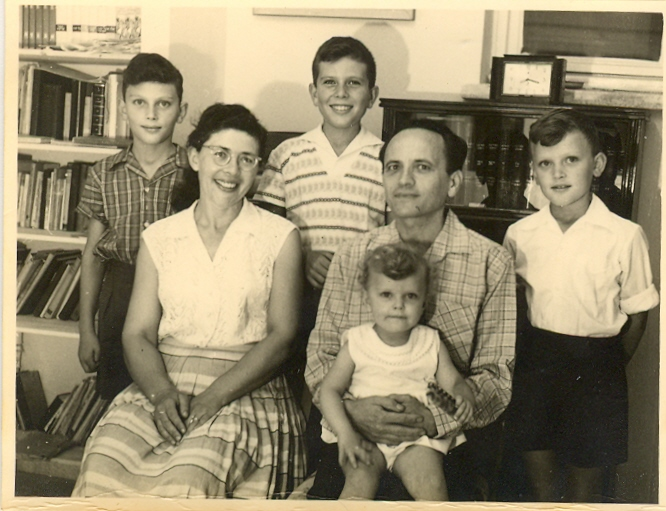
Sara con su padre Shmuel Ben-Artzi y familia en 1960

Sara Ben-Artzi (más tarde Netanyahu) nació en la ciudad de Kiryat Tiv'on, al norte de Israel, cerca de Haifa. Su padre, Shmuel Ben-Artzi, era un educador judío israelí nacido en Polonia, autor, poeta y erudito bíblico, que murió en 2011 a la edad de 97 años. Su madre, Chava (Paritzky), era una sexta generación de jerosolimitanos. Tiene tres hermanos, todos los cuales eran campeones Israel concurso Biblia: Matanya Ben-Artzi, profesor de matemáticas, Hagai Ben-Artzi, profesor de Biblia y Pensamiento Judío, y Amatzia Ben-Artzi, un empresario de la tecnología. Asistió a la Escuela Secundaria Greenberg en Kiryat Tiv'on, donde fue una estudiante sobresaliente. Más tarde trabajó como reportera para Maariv LaNoar, una revista semanal para adolescentes israelíes. En las Fuerzas de Defensa de Israel, fue evaluadora psicotécnica en el Departamento de Ciencias de la Conducta de la Dirección de Inteligencia Militar ("Aman"). Netanyahu completó una licenciatura en psicología en la Universidad de Tel Aviv en 1984 y su maestría en la Universidad Hebrea de Jerusalén en 1996.

## Carrera
Netanyahu trabajó como evaluadora psicotécnica de niños superdotados en el Instituto para la Promoción de la Creatividad y la Excelencia Juveniles ", dirigida por la Dra. Erika Landau, y en un centro de rehabilitación del Ministerio de Trabajo. También trabajó como auxiliar de vuelo de El Al.
Como consorte del Premier, Netanyahu presidió Yad b'Yad, una organización de ayuda para niños maltratados y Tza'ad Kadima para niños con parálisis cerebral. En 2000, volvió a trabajar como psicóloga educativa en el servicio psicológico de la Municipalidad de Jerusalén.
Su trabajo incluye diagnósticos psicológicos y tratamiento para niños en el sistema escolar y asistencia a niños de familias en peligro.

## Controversia

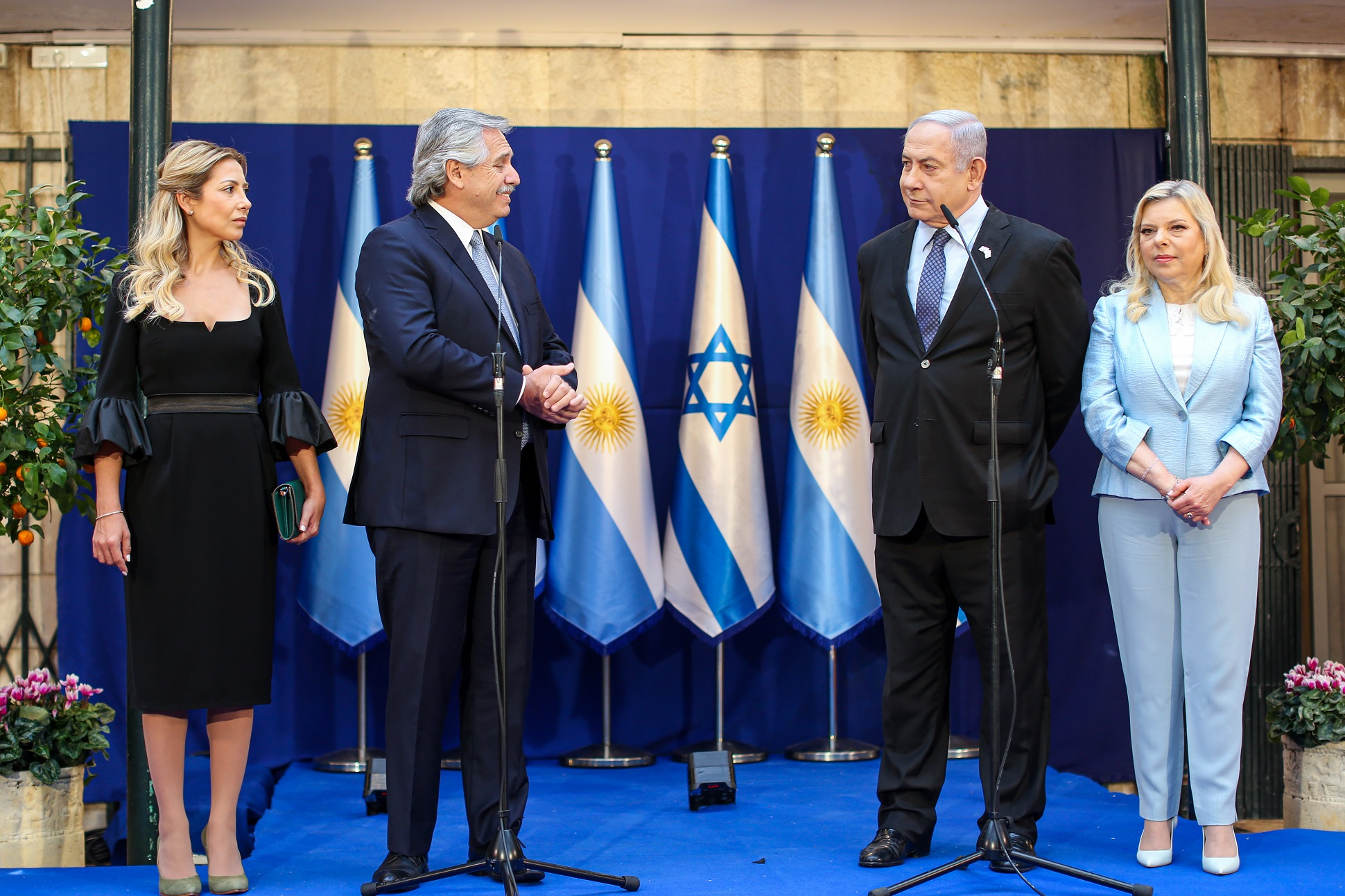
El presidente argentino, Alberto Fernández, y el primer ministro israelí, Benjamín Netanyahu, en Jerusalén para escribir una declaración conjunta, acompañados por sus esposas Fabiola Yáñez y Sara Netanyahu.

En el primer mandato de su esposo como primer ministro, Sara Netanyahu recibió mucha atención de los medios, generalmente de tono negativo, debido a las acusaciones de relaciones interpersonales deficientes. Ganó un caso de difamación contra el editor de Schocken por falsamente calumniarla, y una demanda por difamación en 2002 contra el periódico local Kol Ha'ir, después de que se publicaron dos informes infundados sobre ella en la columna de chismes del periódico En 2008, Canal 10 informó que durante la Guerra del Líbano en 2006, cuando viajó a Londres con su marido para una campaña de diplomacia pública, gastó una gran suma de dinero en lujos que fue pagada por un donante en Londres. [4] En respuesta, Netanyahu presentó una demanda por difamación contra el canal. Como el viaje no había sido aprobado por el Comité de Ética del Knesset, el comité notificó a su marido.
En enero de 2010, Yediot Ahronot informó que el ama de llaves de la familia Netanyahu demandó a Sara Netanyahu en un tribunal laboral por retener salarios, condiciones de trabajo injustas y abuso verbal. Netanyahu fue demandada a partir de marzo de 2014 por otro cuidador y ex guardaespaldas de la familia por reclamos de que ella era abusiva con él.
En febrero de 2016, un juez del Tribunal Laboral de Jerusalén falló a favor del demandante Meni Naftali, quien afirmó que Sara Netanyahu había creado un ambiente de trabajo hostil para él como empleado. El juez le otorgó daños de NIS 170,000.

## Caso de Corrupción
En 2015, se abrió una investigación contra Sara Netanyahu, después de que surgieron informes de que había ordenado comidas atendidas y había cobrado al gobierno casi $ 100,000 por los gastos, cuando la Oficina del primer ministro ya empleaba a un cocinero. La policía recomendó acusarla en 2016.
El 8 de septiembre de 2017, el procurador general Avichai Mandelblit anunció la presentación de una acusación, en espera de una audiencia previa a la acusación, contra Sara Netanyahu en el "asunto de residencia del primer ministro". Netanyahu fue acusada de recibir fraudulentamente unos $ 100,000 por su parte al ordenar comidas a expensas del estado sin autorización.
El 17 de enero de 2018, se realizó la audiencia previa a la acusación. Los abogados de Netanyahu se reunieron con Mandelblit, mientras que ella misma no asistió, rompiendo con la costumbre habitual. El 21 de junio de 2018, Netanyahu fue acusado luego de que las negociaciones para una negociación de declaración de culpabilidad colapsaron. El juicio a Sara Netanyahu, esposa del primer ministro israelí Benjamin Netanyahu, acusada de haber reclamado indebidamente unos 100.000 dólares en comidas, fue aplazado tres meses, anunció el lunes el ministerio de Justicia.Este proceso, que tenía que empezar el 19 de julio, fue aplazado al 7 de octubre, según un comunicado de la administración judicial.Este aplazamiento fue aprobado por el juez Avital Chen "a la demanda de la oficina del fiscal del Estado y de los representantes de la acusada".

### Culpable
Sara Netanyahu, la esposa del primer ministro de Israel en funciones, Benjamin Netanyahu, ha sido condenada al aprovecharse de un error que le llevó a hacer “un uso indebido de fondos públicos”. El juez encargado del caso ha aceptado el acuerdo al que llegó  el abogado de la esposa de Netanyahu con la fiscalía para finiquitar el proceso iniciado contra ella por “fraude en circunstancias agravadas y abuso de confianza”
Sara Netanyahu cerró un acuerdo con la Fiscalía y admitió haber gastado indebidamente 175.000 séqueles (44.000 euros). Aceptó devolver al Estado 45.000 séqueles (11.170 euros) y pagar una multa de 10.000 (2.480 euros).En contrapartida, los cargos de fraude contra el Estado, que podrían acarrearle una dura pena, han sido reemplazados por otro más leve, de haberse aprovechado del error cometido por una tercera persona, según el acuerdo aprobado por el juez de la Corte de Magistrados de Jerusalén, Avital Chen.

## Vida personal
Netanyahu se casó con Doron Neuberger en 1980. La pareja se divorció en 1987. En 1991, se casó en segunda nupcias con Benjamin Netanyahu. Tienen dos hijos, Yair y Avner. En 2010, su hijo Avner ganó el premio International Bible Contest en el ámbito nacional y quedó en tercer lugar en el nivel internacional.